# Chaumont (Yonne)
Chaumont é uma comuna francesa na região administrativa de Borgonha-Franco-Condado, no departamento de Yonne. Estende-se por uma área de 8,64 km². Em 2010 a comuna tinha 661 habitantes (densidade: 76,5 hab./km²).